# Crkva sv. Roka u Trebimlji
Crkva sv. Roka je katolička crkva u Trebimlji u Bosni i Hercegovini. Zajedno s grobljem u kojem se nalazi 10 kamenih križeva proglašena je 2017. godine nacionalnim spomenikom Bosne i Hercegovine.

## Povijest
Podignuta je vjerojatno krajem 16. ili početkom 17. stolјeća, a u pisanim izvorima spominje se u vremenu od početka 17. do polovine 18. stoljeća. Izvorno je bila posvećena Uznesenju BDM. Znatno je oštećena u velikom potresu 1667. godine. U izvorima iz 1751. navodi se kako je crkvu u Trebimlјi obnovio trebinjsko-mrkanjski biskup Šiško Tudišić. Današnji oblik dobila je obnovom 1825. godine, kada je vjerojatno i dobila današnjeg zaštitnika, sv. Roka.
Prema narodnoj predaji, crkva je prvotno bila na Glavici sv. Roka u Rupnom Dolu (gdje postoje temelji crkve sv. Roka), a premještena je na današnju lokaciju.

## Opis
Crkva pripada tipu jednobrodnih crkava pravokutne osnove, dimenzija oko 10,85 x 5,64 m (zajedno s apsidom). Orijentirana je u pravcu sjeverozapad-jugoistok s ulazom na zapadnoj te apsidom na istočnoj strani. Krov crkve i apside prekriveni su kamenim pločama. Zidana je od kamenih blokova visine oko 30 cm, promjenjive širine, a pod je popločan kvadratnim kamenim pločama. Osim glavnog oltara, u crkvi se nalaze i dva bočna oltara. Kao i zidovi crkve, zvonik na preslicu zidan je od klesanog kamena, izveden u jednoj arkadi s kamenim stupovima iznad kojih se nalazi polukružni luk na kojem se nalazi kameni križ. U više je navrata crkva je oštećivana te obnavljana. Znatno je bila oštećena i u Domovinskom ratu nakon kojeg je ponovno obnovljena.
U dvorištu oko crkve nalazi se 10 nadgrobnih spomenika u obliku križa koji datiraju u kraj 19. i početak 20. stoljeća. Dio njih ukrašen je floralnim, geometrijskim motivima ili križem, a na nekima se nalaze natpisi o pokojniku.

### Članci
- Dragić, Marko. 2013. Sveti Rok u tradicijskoj katoličkoj baštini Hrvata. Nova prisutnost: časopis za intelektualna i duhovna pitanja. Kršćanski akademski krug. Zagreb.  (2): 165–182

### Mrežna sjedišta
- Povijesno područje – Crkva sv. Roka u selu Trebimlјe, općina Ravno (PDF). Povjerenstvo za očuvanje nacionalnih spomenika BiH. Inačica izvorne stranice (PDF) arhivirana 8. listopada 2018. Pristupljeno 8. listopada 2018.